# Pierre Mignot
Pierre Mignot (* 23. Februar 1944 in Montréal in Québec, Kanada) ist ein kanadischer Kameramann.

## Leben und Leistungen
Pierre Mignot hat in seiner bisherigen Berufslaufbahn in über 100 Filmen als Kameramann mitgewirkt.
Er wurde 1984 für Maria Chapdelaine, 1985 für Mario und 1987 für Anne Trister mit Genie Awards ausgezeichnet. Weiters wurde er neunmal für diesen Preis nominiert. 2006 gewann Mignot den Prix Jutra für die beste Kameraführung in C.R.A.Z.Y. – Verrücktes Leben. Dieser Film von Regisseur Jean-Marc Vallée war bei verschiedenen Preisverleihungen erfolgreich.

## Filmografie (Auswahl)
- 1970: 10 Miles/Hour
- 1984: Secret Honor
- 1985: Fool for Love
- 1986: Finish – Endspurt bis zum Sieg (The Boy in Blue)
- 1987: Therapie zwecklos (Beyond Therapy)
- 1987: Aria (Segment Les Boréades)
- 1994: Chili’s Blues (C’était le 12 du 12 et Chili avait les blues)
- 1994: Prêt-à-Porter
- 1999: Emporte-moi – Nimm mich mit (Emporte-moi) (als Second-Unit-Kameramann)
- 2000: The 6th Day
- 2003: Gefangen im ewigen Eis – Die Geschichte der Dr. Jerri Nielsen (Ice Bound)
- 2004: Das Geheimnis des blauen Schmetterlings (The Blue Butterfly)
- 2005: C.R.A.Z.Y. – Verrücktes Leben (C.R.A.Z.Y.)
- 2006: A Sunday in Kigali (Un dimanche à Kigali)
- 2006: A Family Secret (Le Secret de ma mère)
- 2009: A Happy Man (Le Bonheur de Pierre)
- 2010: La dernière fugue